# 1997 au Canada
Pour un article plus général, voir Chronologie du Canada.
Cet article traite des événements qui se sont produits durant l'année 1997 au Canada.

## Gouvernements
Exécutif:
- Monarque - Élisabeth II

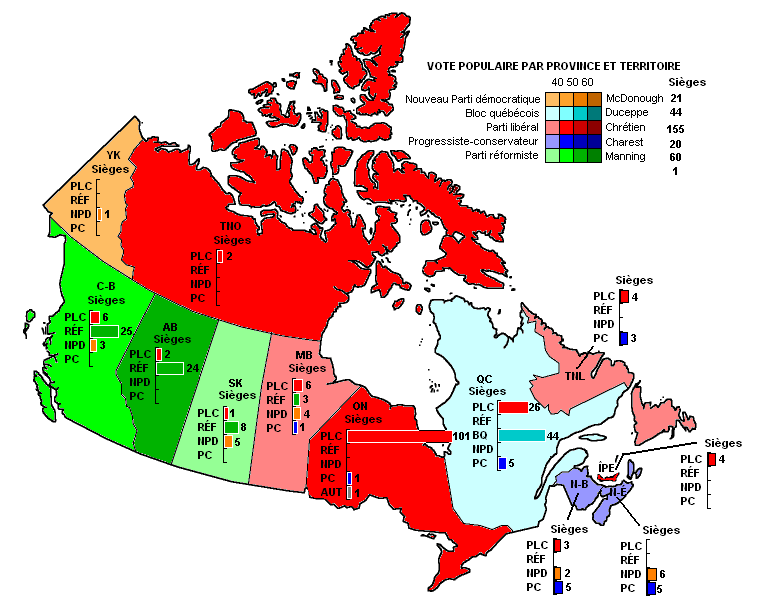
Élection fédérale de 1997

- Gouverneur général - Roméo LeBlanc
- Commissaire des Territoires du Nord-Ouest - Helen Maksagak (en)
- Commissaire du Yukon - Judy Gingell
- Lieutenant-gouverneur de l'Alberta - Bud Olson (en)
- Lieutenant-gouverneur de la Colombie-Britannique - Garde Gardom
- Lieutenant-gouverneur de l'Ontario - Hal Jackman (en) puis Hilary Weston
- Lieutenant-gouverneur de l'Île-du-Prince-Édouard - Gilbert Clements
- Lieutenant-gouverneur du Manitoba - Yvon Dumont
- Lieutenant-gouverneur du Nouveau-Brunswick - Margaret Norrie McCain puis Marilyn Trenholme Counsell
- Lieutenant-gouverneur de Nouvelle-Écosse - J. James Kinley
- Lieutenant-gouverneur du Québec - Jean-Louis Roux puis Lise Thibault
- Lieutenant-gouverneur de la Saskatchewan - Gordon Barnhart
- Lieutenant-gouverneur de Terre-Neuve-et-Labrador - Frederick Russell puis Arthur Maxwell House (en)

Législatif:
- Premier ministre du Canada - Jean Chrétien
- Premier ministre de l'Alberta - Ralph Klein
- Premier ministre de la Colombie-Britannique - Glen Clark
- Premier ministre du Manitoba - Gary Filmon
- Premier ministre du Nouveau-Brunswick - Frank McKenna puis Joseph Raymond Frenette
- Premier ministre de Terre-Neuve-et-Labrador - Brian Tobin
- Premier ministre de la Nouvelle-Écosse - John Savage puis Russell MacLellan
- Premier ministre de l'Ontario - Mike Harris
- Premier ministre de l'Île-du-Prince-Édouard - Pat Binns
- Premier ministre du Québec - Lucien Bouchard
- Premier ministre de la Saskatchewan - Roy Romanow
- Premier ministre des Territoires du Nord-Ouest - Don Morin
- Premier ministre du Yukon - Piers McDonald

## Événements

### Février 1997
- 1er au 8 février : Jeux olympiques spéciaux d'hiver à Toronto et Collingwood
- 28 février (jusqu'au 2 mars) : Finale de la Série des Champions ISU 1996-1997 au Copps Coliseum à Hamilton

### Mars 1997
- 21 mars : le premier ministre de la Nouvelle-Écosse John Savage annonce sa démission.
- 31 mars (jusqu'au 6 avril) : Championnat du monde féminin de hockey sur glace dans divers villes du sud-est de l'Ontario.

### Mai 1997
- 31 mai : ouverture du pont de la Confédération.

### Juin 1997
- 2 juin : 36e élection fédérale — Le Parti libéral conserve une mince majorité à la Chambre des communes ; le Parti réformiste forme l'opposition officielle.

### Juillet 1997
- 18 juillet : Russell MacLellan devient le nouveau premier ministre de la Nouvelle-Écosse et remplace John Savage.
- 22 au 27 juillet : Championnats du monde de BMX à Saskatoon

### Août 1997
- 2 et 3 août : Coupe du monde de slalom (canoë-kayak) à Minden en Ontario

### Septembre 1997
- 3 septembre : le déraillement d'un train en Saskatchewan fait un mort.

### Octobre 1997
- 13 octobre : Joseph Raymond Frenette devient premier ministre du Nouveau-Brunswick par intérim remplace Frank McKenna.

- 17 octobre : la CTV News Channel commence à diffuser.

### Novembre 1997
- 24 et 25 novembre : Sommet de la Coopération économique pour l'Asie-Pacifique à Vancouver

### Décembre 1997
- 3 et 4 décembre : Signature de la Convention sur l'interdiction des mines antipersonnel à Ottawa
- 13 au 20 décembre : Deuxième édition de la Coupe des trois nations.

## À surveiller
- Championnat du monde de course en ligne de canoë-kayak à Dartmouth
- Championnat du monde de Scrabble classique à Saint-Hyacinthe
- Défi mondial des moins de 17 ans de hockey à Red Deer

## Naissances en 1997
- 20 janvier - Jeffrey Baldwin (en) (victime meurtrier)
- 27 février - Samuel Falardeau (célébrité)
- 13 avril - Luke Gair (acteur et danseur)
- 23 avril - Alex Ferris (acteur)
- 12 juin - William Cuddy (d) (acteur)
- 18 juin - Mary-Lynn Neil (chanteuse et auteur-compositeur)
- 3 août - Ayaka Wilson (id) (acteur)
- 12 octobre - Nicholas Elia (acteur)

## Décès en 1997
- Pierre Granche (sculpteur)
- Hilda Watson (cheffe du Parti progressiste-conservateur du Yukon)
- 1er janvier - Hagood Hardy (compositeur, pianiste et vibraphoniste)
- 12 janvier
  - Frank Angelo (cofondateur de MAC Cosmetics)
  - Charles Brenton Huggins (physicien, physiologiste et lauréat d'un prix Nobel)
- 13 janvier - Kate Buckman (experte au bridge)
- 14 janvier - Dollard Ménard (militante)
- 17 janvier - W. A. Kardash (en) (homme politique)
- 26 janvier - Norman Fawcett (en) (homme politique)
- 4 février - Peter McCain (président de McCain Foods)
- 19 février - Lois Marshall (en) (soprano)
- 25 février - Francis Joubin (découvreur d'un des plus grands gisements d'uranium)
- 2 mars - J. Carson Mark (mathématicien)
- 12 mars - Jim Bowes (directeur d'un journal)
- 14 mars - Ivan Romanoff (en) (conducteur)
- 22 mars - Harry Thode (géochimiste, chimiste nucléaire et administrateur scolaire)
- 27 mars - Hugh Horner (en) (homme politique, physicien et chirurgien)
- 6 avril - Jack Kent Cooke (entrepreneur)
- 8 avril - Albert Malouf (juge)
- 11 avril - Muriel Furguson (avocat et première femme présidente du sénat)
- 28 avril - Andrew Sarlos (conseiller en placement et multimillionnaire)
- 1er mai - Fernand Dumont (sociologue, philosophe, théologien et poète)
- 14 mai - Jane Musset (journaliste de mode)
- 6 juin - Ron Collister (journaliste de TV et de radio)
- 8 juin - Stanley Knowles (homme politique)
- 22 juin
  - Gérard Pelletier (journaliste, éditeur, homme politique et ministre)
  - Larry Grossman (en) (chef du Parti progressiste-conservateur de l'Ontario)
- 29 juin - Art Solomon (chef spirituel et auteur)
- 8 juillet - Charles Tayler (journaliste et éleveur de chevaux)
- 30 juillet - Robert Bryce (en) (fonctionnaire)
- 10 août - Marie-Soleil Tougas (comédienne québécoise)
- 20 août - Léon Dion (politologue)
- 24 août - Hardial Bains (fondateur et chef du Parti communiste du Canada)
- 11 septembre - Camille Henry (joueur de hockey sur glace)
- 12 septembre - Judith Merril (écrivain de science-fiction, éditeur et militant politique)
- 29 septembre - Val Clery (écrivain, éditeur et radiodiffuseur)
- 8 octobre - James Ferguson (musicien)
- 12 octobre - Rodrigue Bourdages (homme politique)
- 30 octobre - Sydney Newman (producteur de cinéma et de télévision)
- 7 novembre - Clyde Gilmour (en) (journaliste)
- 14 novembre - Jack Pickersgill (homme politique)
- 20 novembre - Ronald Martland (juge de la Cour suprême du Canada)
- 24 novembre
  - Czeslaw Brzozowicz (en) (ingénieur)
  - John Sopinka (avocat)
- 27 novembre - Yves Prévost (homme politique et avocat)
- 7 décembre - George R. Gardiner (en) (homme d'affaires, philanthrope et cofondateur d'un musée)
- 13 décembre - Catherine Keachie (lobbyiste d'un magazine)
- 24 décembre - Pierre Péladeau (homme d'affaires)